# VII emendamento della Costituzione degli Stati Uniti d'America

La Carta dei diritti negli Archivi nazionali

Il VII emendamento della Costituzione degli Stati Uniti d'America  (Emendamento VII) è parte della Carta dei diritti. Questo emendamento codifica il diritto a un processo con giuria in alcuni casi civili e impedisce ai tribunali di annullare gli accertamenti dei fatti da parte della giuria.
Una prima versione del settimo emendamento fu introdotta nel Congresso del 1789 da James Madison, insieme agli altri emendamenti, in risposta alle obiezioni antifederaliste alla nuova costituzione. Il congresso propose agli stati una versione riveduta del settimo emendamento il 28 settembre 1789 e, entro il 15 dicembre 1791, i tre quarti degli stati lo avevano ratificato.
Il settimo emendamento è generalmente considerato uno degli emendamenti più semplici della Carta dei diritti. Sebbene la disposizione del settimo emendamento per i processi con giuria nelle cause civili non sia mai stata incorporata (applicata agli stati), quasi ogni stato ha nella sua costituzione una disposizione per i processi con giuria nelle cause civili. Il divieto di ribaltare le constatazioni di fatto di una giuria si applica ai casi federali, ai casi statali che coinvolgono la legge federale e al riesame dei casi statali da parte dei tribunali federali. Il caso United States v. Wonson (1812) stabilì il test storico, che interpretava l'emendamento come basato sulla common law inglese per determinare se un processo con giuria fosse necessario in una causa civile. L'emendamento quindi non garantisce il processo con giuria nei casi di diritto marittimo, nelle cause contro lo stesso governo e per molte parti delle rivendicazioni sui brevetti. In tutti gli altri casi è possibile rinunciare alla giuria previo consenso delle parti.
L'emendamento garantisce inoltre un minimo di sei membri per una giuria in un processo civile. La soglia di venti dollari dell'emendamento non è stata oggetto di molti scritti accademici o giudiziari e rimane ancora applicabile nonostante l'inflazione avvenuta dalla fine del XVIII secolo: 20 dollari nel 1800 equivalgono a 359 dollari nel 2023.

## Contesto e storia
Dopo diversi anni di governo relativamente debole secondo gli Articoli della Confederazione, una Convenzione costituzionale a Filadelfia propose una nuova costituzione il 17 settembre 1787, prevedendo un amministratore delegato più forte e altri cambiamenti. George Mason, delegato della Convenzione costituzionale e redattore della Dichiarazione dei diritti della Virginia, propose di includere una carta dei diritti che elencasse e garantisse le libertà civili. Altri delegati, incluso il futuro redattore della Carta dei diritti James Madison, non erano d'accordo, sostenendo che le garanzie statali esistenti sulle libertà civili erano sufficienti e che qualsiasi tentativo di enumerare i diritti individuali rischiava di implicare che il governo federale avesse il potere di violare ogni altro diritto; questa preoccupazione alla fine portò alla Nono e Decimo Emendamento. Dopo un breve dibattito, la proposta di Mason fu respinta con voto unanime delle delegazioni statali. Negli ultimi giorni della convenzione, il delegato della Carolina del Nord Hugh Williamson propose una garanzia di processo con giuria nelle cause civili federali, ma anche una mozione per aggiungere questa garanzia fu respinta.
Tuttavia, l'adozione della Costituzione richiedeva che nove dei tredici stati la ratificassero nelle convenzioni statali. L'opposizione alla ratifica ("antifederalismo") era in parte basata sulla mancanza di garanzie adeguate per le libertà civili nella Costituzione. I sostenitori della Costituzione negli stati in cui il sentimento popolare era contro la ratifica, tra cui Virginia, Massachusetts e New York, proposero con successo che le loro convenzioni statali ratificassero la costituzione e chiedessero l'aggiunta di una carta dei diritti.
Un'accusa degli antifederalisti era che dare la giurisdizione alla Corte Suprema degli Stati Uniti "sia in diritto che in fatto" avrebbe permesso di negare i risultati dei processi con giuria nei casi civili. In risposta a queste preoccupazioni, cinque convenzioni di ratifica degli stati hanno raccomandato un emendamento costituzionale che garantisse il diritto al processo con giuria nei casi civili.

## Proposta e ratifica

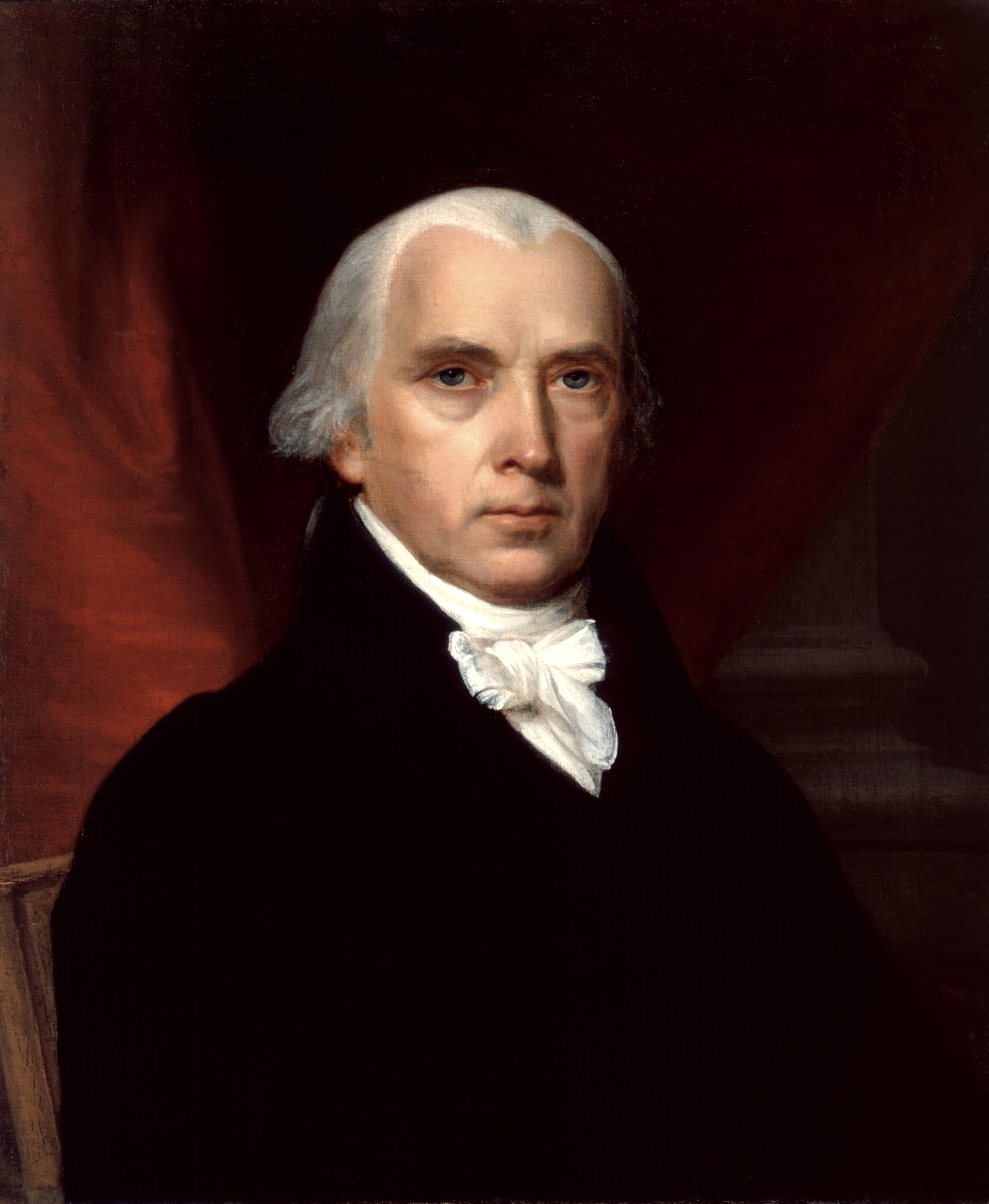
James Madison, drafter of the Bill of Rights

Nel 1º Congresso degli Stati Uniti d'America, seguendo la richiesta delle legislature statali, James Madison ha proposto venti emendamenti costituzionali basati su disegni di legge statali dei diritti e fonti inglesi come il Bill of Rights 1689. Tra questi c'era un emendamento che proteggeva le conclusioni di fatto nelle cause civili che superassero un certo valore in dollari dal controllo giurisdizionale. Madison propose che questo emendamento fosse aggiunto direttamente all'Articolo III, sebbene il Congresso successivamente decise di aggiungere la proposta della Carta dei Diritti alla fine della Costituzione, lasciando intatto il testo originale. Il Congresso ridusse anche i venti emendamenti proposti da Madison a dodici, e questi furono proposti agli stati per la ratifica il 25 settembre 1789.
Quando la Carta dei Diritti fu sottoposta agli Stati per la ratifica, le opinioni in entrambi i partiti erano cambiate. Molti federalisti, che in precedenza si erano opposti alla Carta dei diritti, ora sostenevano il disegno di legge come mezzo per mettere a tacere le critiche più efficaci degli antifederalisti. Molti antifederalisti, al contrario, ora si opposero, rendendosi conto che l'adozione del disegno di legge avrebbe notevolmente ridotto le possibilità di una seconda convenzione costituzionale, che desideravano. Antifederalisti come Richard Henry Lee sostenevano anche che il disegno di legge lasciava intatte le parti più discutibili della Costituzione, come la magistratura federale e la tassazione diretta.
Il 20 novembre 1789, il New Jersey ratificò undici dei dodici emendamenti, respingendo un emendamento volto a regolare gli aumenti salariali del Congresso. Il 19 e il 22 dicembre, rispettivamente, il Maryland e la Carolina del Nord hanno ratificato tutti e dodici gli emendamenti. Il 19, 25 e 28 gennaio 1790, rispettivamente, Carolina del Sud, New Hampshire e Delaware ratificarono il disegno di legge, sebbene il New Hampshire respinse l'emendamento sugli aumenti salariali del Congresso e il Delaware respinse l'Emendamento sulla Ripartizione del Congresso. Ciò ha portato il totale degli stati ratificanti a sei dei dieci richiesti, ma il processo si è bloccato in altri stati: Connecticut e Georgia hanno ritenuto superflua una Carta dei diritti e quindi si sono rifiutati di ratificarla, mentre il Massachusetts ha ratificato la maggior parte degli emendamenti, ma non inviò un avviso ufficiale al Segretario di Stato di averlo fatto.
Nel periodo da febbraio a giugno 1790, New York, Pennsylvania e Rhode Island ratificarono undici emendamenti, anche se tutti e tre respinsero l'emendamento sugli aumenti salariali del Congresso. La Virginia inizialmente rinviò il dibattito, ma dopo che il Vermont fu ammesso all'Unione nel 1791, il numero totale di stati necessari per la ratifica salì a undici. Il Vermont ratificò il 3 novembre 1791, approvando tutti i dodici emendamenti, seguito infine dalla Virginia il 15 dicembre 1791. Il segretario di Stato Thomas Jefferson annunciò l'adozione dei dieci emendamenti ratificati con successo il 1 marzo 1792.

## Interpretazione giudiziaria
Il settimo emendamento comprende due clausole. La clausola di conservazione: "Nelle cause di diritto comune, dove il valore della controversia supera i venti dollari, il diritto al processo con giuria sarà preservato", stabilisce i tipi di casi che le giurie sono tenute a decidere, mentre la clausola di riesame: "Nessun fatto giudicato da una giuria potrà essere riesaminato in qualsiasi tribunale degli Stati Uniti in altro modo che secondo le regole del diritto comune", impedisce ai giudici federali di ribaltare i verdetti della giuria in certi modi. Il Legal Information Institute ha dichiarato in merito alla clausola di preservazione: "Sir William Blackstone, nel suo influente trattato sulla common law inglese, ha definito il diritto "la gloria della legge inglese" e necessario per l'imparziale amministrazione della giustizia", che, se "interamente affidato alla magistratura, un corpo selezionato di uomini", sarebbe soggetto "spesso [a] un pregiudizio involontario verso quelli del proprio rango e della propria dignità". L'emendamento è generalmente considerato uno degli emendamenti più semplici della Carta dei diritti. Lo studioso Charles W. Wolfram afferma che di solito è stato "interpretato come se fosse una disposizione praticamente autoesplicativa". Secondo il National Constitution Center, entrambe le volte in cui il termine "common law" è usato nel settimo emendamento si riferisce alla "legge e la procedura dei tribunali che utilizzavano giurie, al contrario di Equity e di altri tribunali che non utilizzavano giurie".
A differenza della maggior parte delle disposizioni della Carta dei Diritti, il Settimo Emendamento non è mai stato applicato agli Stati. La Corte Suprema ha affermato in Walker v. Sauvinet (1875), Minneapolis & St. Louis Railroad v. Bombolis (1916) e in Hardware Dealers' Mut. Fuoco Ins. Co. of Wisconsin v. Glidden Co. (1931) secondo cui gli stati non erano tenuti a fornire processi con giuria nelle cause civili. Tuttavia, la maggior parte degli stati garantisce volontariamente il diritto a un processo con giuria civile, e deve farlo in alcuni casi giudiziari statali decisi in base alla legge federale.

### Prova storica

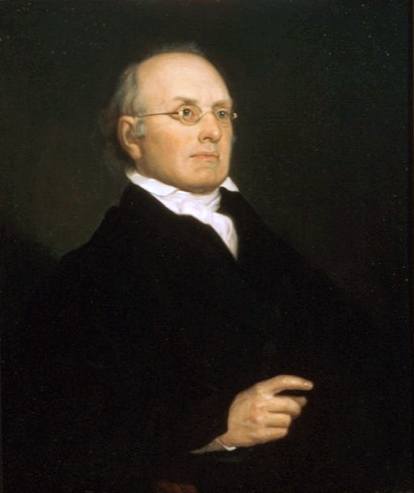
Il giudice Joseph Story ha emesso il primo parere giudiziario sull'emendamento nel caso United States v. Wonson (1812).

Il primo parere giudiziario emesso sull'emendamento è venuto arrivò nel caso United States v. Wonson (1812), in cui il governo federale volle riprovare i fatti di un caso civile che aveva perso contro Samuel Wonson. Il giudice della Corte Suprema Joseph Story, in qualità di giudice della corte circoscrizionale, si è pronunciato a favore di Wonson, affermando che riprovare i fatti del caso violerebbe il settimo emendamento. Per quanto riguarda la frase "le regole del diritto comune", Story ha scritto:
La sentenza Wonson ha stabilito il test storico, che ha interpretato l'emendamento come basato sul diritto comune inglese per determinare se un processo con giuria fosse necessario in una causa civile. Applicando il test storico nel caso Parsons v. Bedford (1830), ad esempio, la Corte Suprema ha ritenuto che i processi con giuria non erano costituzionalmente garantiti per i casi di diritto marittimo, un'area in cui il diritto comune inglese non richiedeva giurie. La Corte ha ulteriormente chiarito questa regola come un test storico fisso nel caso Thompson v. Utah (1898), che ha stabilito che la guida pertinente era la common law inglese del 1791, piuttosto che quella dei giorni nostri. Nel caso Dimick v. Schiedt (1935), la Corte Suprema dichiarò che il settimo emendamento doveva essere interpretato secondo il diritto comune dell'Inghilterra al momento dell'adozione dell'emendamento nel 1791. La Corte Suprema nel caso Baltimore & Carolina Line, Inc. v. Redman (1935) dichiarò che il diritto al processo con giuria così preservato dalla clausola di preservazione è il diritto che esisteva sotto la common law inglese quando l'emendamento fu adottato. "L'emendamento non solo preserva tale diritto, ma rivela uno scopo studiato per tutelarlo da un pregiudizio indiretto attraverso possibili ampliamenti del potere di riesame esistente secondo il diritto comune, e, a tal fine, dichiara che 'nessun fatto giudicato da una giuria potrà essere riesaminato in qualsiasi tribunale degli Stati Uniti in altro modo che secondo le norme del diritto comune». Nel caso Baltimore & Carolina Line, Inc. v. Redman (1935), la Corte Suprema stabilì che l'emendamento non include "semplici questioni di forma o procedura", ma preserva invece la "sostanza" del diritto al processo con giuria. Lo scopo dell'emendamento è in particolare quello di mantenere la distinzione di diritto comune tra la competenza del tribunale e quella della giuria secondo la quale, in assenza di consenso espresso o tacito contrario, le questioni di diritto devono essere risolte dal tribunale e le questioni i fatti devono essere determinati dalla giuria in base alle istruzioni appropriate del tribunale. Nel caso Chauffeurs, Teamsters, and Helpers Local No. 391 v. Terry (1990), la Corte ha spiegato che il diritto a un processo con giuria previsto dal Settimo Emendamento comprende più delle forme di azione di diritto comune riconosciute nel 1791, quando il Bill of Rights è stato ratificato, ma piuttosto qualsiasi processo in cui i diritti legali delle parti dovevano essere determinati, in contrapposizione alle cause che coinvolgono solo diritti e rimedi equi. Ciò fa eco a una dichiarazione della Corte Suprema nel caso Curtis v. Leother, 415 U.S. 189 (1974) in cui si affermava:
La frase 'common law', presente in questa clausola, è usata in contraddizione con l'equità, l'ammiragliato e la giurisprudenza marittima. ... Per il common law, gli autori dell'emendamento, intendevano ... non solo cause, che la common law riconosceva tra i suoi procedimenti vecchi e consolidati, ma cause nelle quali i diritti legali dovevano essere accertati e determinati, in contrasto con quelli dove sono stati riconosciuti solo diritti equi, e i rimedi equi sono stati amministrati ... in un senso giusto, l'emendamento può essere interpretato in modo da includere tutte le cause che non rientrano nella giurisdizione dell'equità e dell'ammiragliato, qualunque possa essere la forma peculiare che possono presumere di risolvere i diritti legali. Nel caso Parsons v. Bedford, 3 Pet. 433, 446-447, 7 L.Ed. 732 (1830) (il corsivo nell'originale).»
Nel caso Galloway v. United States (1943), la Corte autorizzò un verdetto diretto, un verdetto emesso da un giudice sulla base di una schiacciante mancanza di prove, in una causa civile, ritenendo che non violasse il Settimo Emendamento secondo i criteri fissati dal test storico. La Corte ha esteso le garanzie dell'emendamento nei casi Beacon Theatres v. Westover (1959) e Dairy Queen, Inc. v. Wood (1962), stabilendo in ciascun caso che tutte le questioni che richiedevano un processo con giuria ai sensi del diritto comune inglese richiedevano anche un processo con giuria ai sensi del settimo emendamento. Questa garanzia è stata ulteriormente estesa anche alle cause degli azionisti nel caso Ross v. Bernhard (1970) e alle cause per violazione del copyright nel caso Feltner v. Columbia Pictures TV (1998).
Nel caso Markman v. Westview Instruments, Inc. (1996), la Corte ha stabilito che molte parti delle rivendicazioni sui brevetti sono questioni di diritto piuttosto che di fatto e che la garanzia del Settimo Emendamento di un processo con giuria pertanto non si applica necessariamente.
Le azioni legali contro lo stesso governo federale non ricevono le protezioni del Settimo Emendamento a causa della dottrina dell'irresponsabilità regia. Nel caso Lehman v. Nakshian (1981), la Corte stabilì che "il querelante in un'azione contro gli Stati Uniti ha diritto a un processo con giuria solo laddove il Congresso abbia affermato affermativamente e inequivocabilmente tale diritto per legge".

### Dimensione della giuria
La Corte Suprema ha ritenuto che la garanzia del settimo emendamento di un processo con giuria garantisce anche una giuria di dimensioni sufficienti. La Corte ha ritenuto che una giuria composta da sei membri fosse sufficiente per soddisfare i requisiti dell'emendamento nel caso Colgrove v. Battin (1973).

### Requisito dei venti dollari
Esistono poche prove storiche per interpretare il riferimento dell'emendamento ai "venti dollari", che è stato aggiunto in una sessione a porte chiuse del Senato e viene spesso omesso nella discussione giudiziaria e accademica dell'emendamento. Un articolo della Harvard Law Review lo ha descritto come "misterioso ... di origine occulta e trascurato per due secoli", affermando che "nessuno ritiene che la Clausola si riferisca al diritto protetto dal settimo emendamento". Secondo il professore di diritto Philip Hamburger, il requisito dei venti dollari sarebbe dovuto diventare obsoleto a causa dell'inflazione, in modo che la sua applicazione ad altri casi sarebbe stata gradualmente eliminata. 20 dollari nel 1800 equivalgono a 360 dollari nel 2023.
Il Congresso non ha mai esteso la giurisdizione federale della diversità a importi così piccoli. Secondo la legge federale (28 U.S.C. §1332), l'importo della controversia deve superare i $75.000 affinché un caso venga ascoltato in un tribunale federale in base alla diversità della cittadinanza delle parti: le parti provengono da stati o paesi diversi. Tuttavia, potrebbero sorgere cause civili nei tribunali federali che non sono casi di diversità, come ad esempio, in luoghi come il Distretto di Columbia che sono giurisdizioni federali, nel qual caso potrebbe applicarsi la clausola dei venti dollari.

### Riesame dei fatti
La clausola di riesame del settimo emendamento recita: "Nelle cause di common law, ... nessun fatto giudicato da giuria, potrà essere riesaminato in qualsiasi tribunale degli Stati Uniti altrimenti che secondo le regole del diritto comune". Questa clausola vieta a qualsiasi tribunale di riesaminare o ribaltare qualsiasi determinazione fattuale effettuata da una giuria garantendo che i fatti decisi da quella giuria non possano essere riesaminati in un secondo momento. Sono possibili eccezioni a questo divieto se successivamente si accerta che sono stati commessi errori giuridici o che le prove presentate erano in qualche modo insufficienti. In questi casi il riesame viene condotto da un'altra giuria, quindi la decisione è ancora lasciata nelle mani del popolo. La clausola si applica solo ai casi in cui i diritti privati, cioè i diritti che esistono tra privati cittadini, sono stati violati. La clausola di riesame si applica non solo ai tribunali federali, ma anche a "un caso giudicato davanti a una giuria in un tribunale statale e portato in appello alla Corte Suprema".
In The Justices v. Murray, 76 U.S. 9 Wall. 274 (1869), la Corte suprema ha citato il giudice Joseph Story per spiegare le modalità di riesame dei fatti provati da giurie secondo il diritto comune: "Mr. Justice Story ... riferendosi a questa parte dell'emendamento, osservò ... che si trattava di 'un divieto per i tribunali degli Stati Uniti di riesaminare qualsiasi fatto giudicato da una giuria in qualsiasi modo [se non secondo la Common Law]"... Egli osservava inoltre che 'le uniche modalità conosciute di diritto comune di riesaminare tali fatti erano la concessione di un nuovo processo da parte del tribunale in cui la questione era stata trattata, o l'attribuzione di un venire facias de novo, dalla corte d'appello, per qualche errore di diritto intervenuto nel procedimento.
Come previsto dal diritto comune, il giudice poteva accantonare (o annullare) un verdetto di una giuria quando il giudice decideva che il verdetto era contrario alle prove o alla legge. La common law impediva al giudice di emettere un verdetto; un nuovo processo, con una nuova giuria, era l'unico procedimento consentito. Nel caso Slocum v. New York Insurance Co. (1913), la Corte suprema confermò questa regola. Casi successivi hanno minato Slocum, ma generalmente solo quando le prove sono schiaccianti, o se una legge specifica prevede linee guida restrittive con le quali non ci può essere ragionevole dubbio circa il risultato richiesto, la corte può emettere "giudizio in quanto materia di diritto", o altrimenti ignorare le conclusioni della giuria.